# Riedelia maxima
Riedelia maxima är en enhjärtbladig växtart som beskrevs av Theodoric Valeton. Riedelia maxima ingår i släktet Riedelia och familjen Zingiberaceae. Inga underarter finns listade i Catalogue of Life.